# Harek de Tjøtta
Harek, Hárekr ou Hårek de Tjøtta est un aristocrate du royaume de Norvège né vers 965 et mort en 1036.

## Biographie

### Famille
Harek est le fils de Eyvindr skáldaspillir, scalde au service du roi Håkon le Bon et du jarl Håkon Sigurdsson. D'après Snorri Sturluson, sa grand-mère Gunhild est la fille du roi Harald à la Belle Chevelure. Sa femme Ragnhild est la sœur de Finn et Kálfr Árnason.

### Carrière
Harek détient une ferme prospère sur l'île de Tjøtta, dans le Hålogaland. Il s'oppose dans un premier temps aux efforts de christianisation de la Norvège menés par le roi Olaf Tryggvason, mais il fait partie des premiers chefs du Hålogaland à rallier Olaf et à accepter le baptême, en 999. Il s'oppose à Åsmund Grankjellson (no) pour la domination de cette région de la Norvège.
Lorsque le roi Olaf Haraldsson fuit la Norvège, en 1028, Harek se soumet à Knut le Grand. Il fait partie des chefs de l'armée qui empêche Olaf de reprendre le pouvoir en 1030, lorsque l'ancien roi est vaincu et tué à la bataille de Stiklestad.
Le fils d'Olaf, Magnus, apporte son soutien à Åsmund contre Harek après son arrivée sur le trône, en 1034. C'est avec la propre hache du roi que le second est assassiné par le premier en 1036.